# Parque nacional de Mana Pools y áreas de safari de Sapi y de Chewore
El Parque Nacional de Mana Pools y áreas de safari de Sapi y de Chewore están situados en el distrito de Hurungwe, en la región de Mashonalandia Occidental, en Zimbabue, junto al río Zambeze y a la frontera con Mozambique. Por su belleza natural y riqueza en fauna, fueron inscritos por la Unesco, en el año 1984, en la lista del Patrimonio de la Humanidad. 

## Características
El conjunto, con un área de 676.600 ha (15°37'-16°25'S, 29°08'-30°20'E), fue declarado zona de conservación en 1995 y los parques constituidos en 1963 y 1964. Esta parte del valle del río Zambeze, desde el embalse de Kariba hasta la frontera con Mozambique, incluye grandes porciones del cañón del Zambeze, con los enormes acantilados que llegan a tener 1000 m de altitud por encima del nivel del valle. Las Mana Pools son antiguos canales del Zambeze, formando el  Parque Nacional Mana Pools, en cuanto que el área protegida de Chewore se encuentra junto a la garganta de Mupata, con cerca de 30 km de extensión, formando las áreas protegidas de área de safari de Sapi y área de safari de Chewore.
La vegetación es del tipo sabana arbolada de mopane del Zambeze, con dominancia de Colophospermum mopane y la fauna incluye grandes poblaciones de elefantes, búfalos cafres, leopardos, leones, hienas y guepardos. Existen también una rica selección de antílopes, incluyendo muchas especies protegidas, como el gran kudú (Tragelaphus strepsiceros) y el antílope sable (Hippotragus niger). En el río se encuentra una importante concentración de cocodrilos y de varias especies de peces de grandes dimensiones, como el pez tigre (Hydrocynus vittatus), la tilapia del Zambeze (Oreochromis mortimeri), el pez gato gigante (llamado localmente vundu, Heterobranchus longifilis) y el pez pulmonado, Protopterus annectens.

Fauna.- Durante la estación seca y cuando las numerosas Acacia Albida derraman sus vainas ricas en proteínas. hay grandes concentraciones de mamíferos en los estanques que permanecen durante todo el año. Los mamíferos incluyen al rinoceronte negro (Chewore tiene una de las poblaciones más numerosas de África), elefante, hipopótamo, león, leopardo, hiena manchada, tejón de la miel, jabalí africano o facoquero, potamoquero, cebra, guepardo, licaon, gran kudu, bosbock, nyala, eland, cob acuático, antílope sable, grysbok del Cabo y steenbok o raficero común. El cocodrilo de Nilo está presente. El Parque es prolífico en aves, con 380 especies diferentes clasificadas incluyendo Agapornis lilianae, Nicator sp., Glareola nuchalis, Circaetus sp. y Erythrocercus livingstonei. La fauna del río incluye pez tigre, tilapia, vundu, nkupe, chessa y pez pulmón.